# Kal Star Aviation
Kal Star Aviation – nieistniejąca linia lotnicza z siedzibą w Serongga w Indonezji, założona w 2000.

## Historia
Działalność rozpoczęła w listopadzie 2007 po uzyskaniu certyfikatu na regularne loty. W czasie pierwszego lotu z Samarinda do Tarakanu i dalej do Nunukan firma posiadała jeden samolot typu ATR 42. Linie oferowały łącznie 95 lotów krajowych i 22 regionalne.
Pomimo braku wypadków lotniczych w przeszłości (do maja 2015), Kal Star Aviation należał do linii z zakazem wstępu do Europy jako linia nie spełniająca warunków bezpieczeństwa wymaganych na lotniskach Unii Europejskiej.
W 2017 linia zaprzestała działalności.

## Flota
W swojej historii Kal Star Aviation dysponował flotą następujących maszyn:
| Samolot         | Samolot  | Okres dostawy | Okres wycofania | Uwagi |
| Model           | Wycofane | Okres dostawy | Okres wycofania | Uwagi |
| --------------- | -------- | ------------- | --------------- | ----- |
| ATR 42          | 4        | 2008-2015     | 2017            |       |
| ATR 72          | 5        | 2013-2015     | 2017            |       |
| Boeing 737-300  | 1        | 2013          | 2016            |       |
| Boeing 737-500  | 2        | 2011-2013     | 2015            |       |
| Embraer ERJ-190 | 3        | 2015          | 2017            |       |
| Łącznie         | 15       |               |                 |       |